# چوبک جزیره لرد هووی
چوبک جزیره لرد هووی (نام علمی: Dryococelus australis) نام یک گونه از رده حشرات است.